# Telmatoscopus ramae
Telmatoscopus ramae är en tvåvingeart som först beskrevs av Krek 1977.  Telmatoscopus ramae ingår i släktet Telmatoscopus och familjen fjärilsmyggor. Inga underarter finns listade i Catalogue of Life.